# Лебещина
Лебещина́ — деревня в составе Толвуйского сельского поселения Медвежьегорского района Республики Карелия.

## Общие сведения
Располагается на Заонежском полуострове в северо-восточной части Онежского озера на берегу Заонежского залива.
В 1805 году в деревне была построена деревянная часовня святителей Кирилла и Афанасия и Преображения, разобрана в 1943 году.
В 2003 году была построена часовня в честь Корнилия и Авраамия Палеостровских.

## Население
| 2002 | 2010 | 2013 |
| ---- | ---- | ---- |
| 23   | ↘18  | ↘10  |

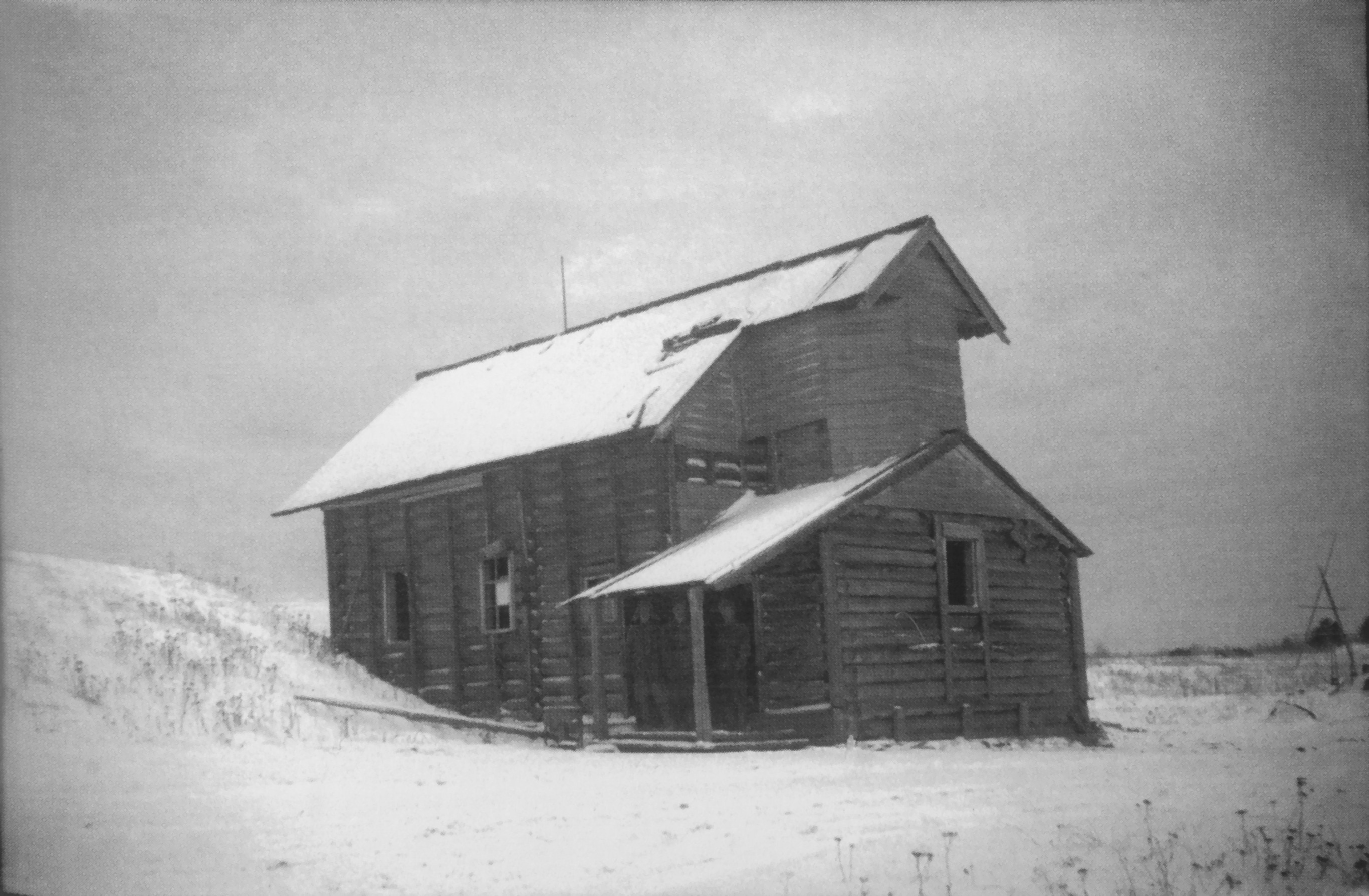
Часовня Кирилла и Афанасия в 1942 году
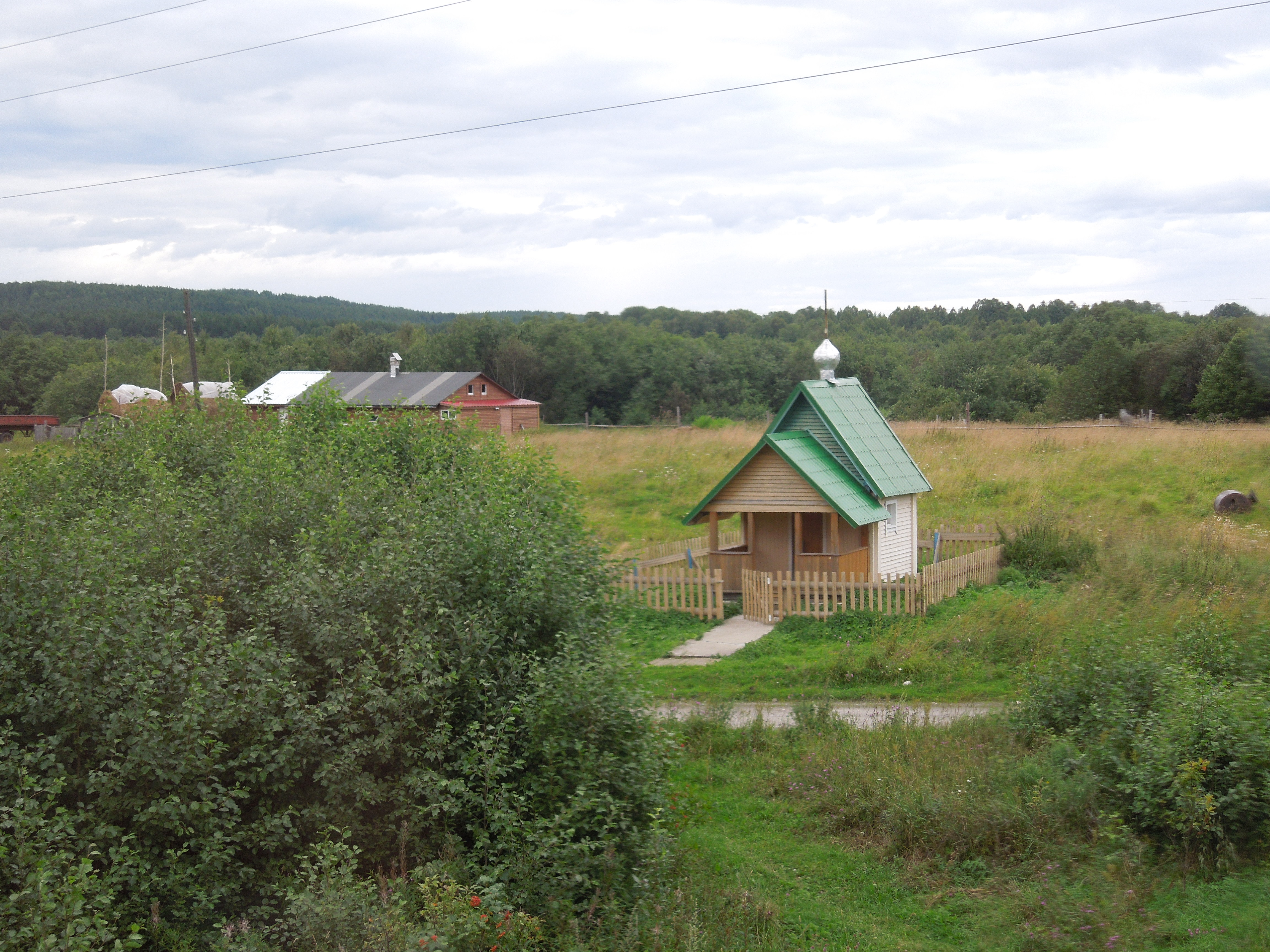
Часовня Корнилия и Авраамия Палеостровских в 2015 году